# Donovan (nome)
Donovan  è un nome proprio di persona inglese maschile.

## Origine e diffusione
Il nome deriva dall'omonimo cognome, che è una forma anglicizzata del cognome irlandese Ó Donndubháin, che significa "discendente di Donndubháin".  Il nome Donndubháin è formato dai termini gaelici donn ("bruno") e dubh ("scuro").

## Onomastico
Il nome è adespota. Le persone che portano questo nome possono quindi festeggiare il proprio onomastico il 1º novembre, giorno dedicato alla festa di Ognissanti.

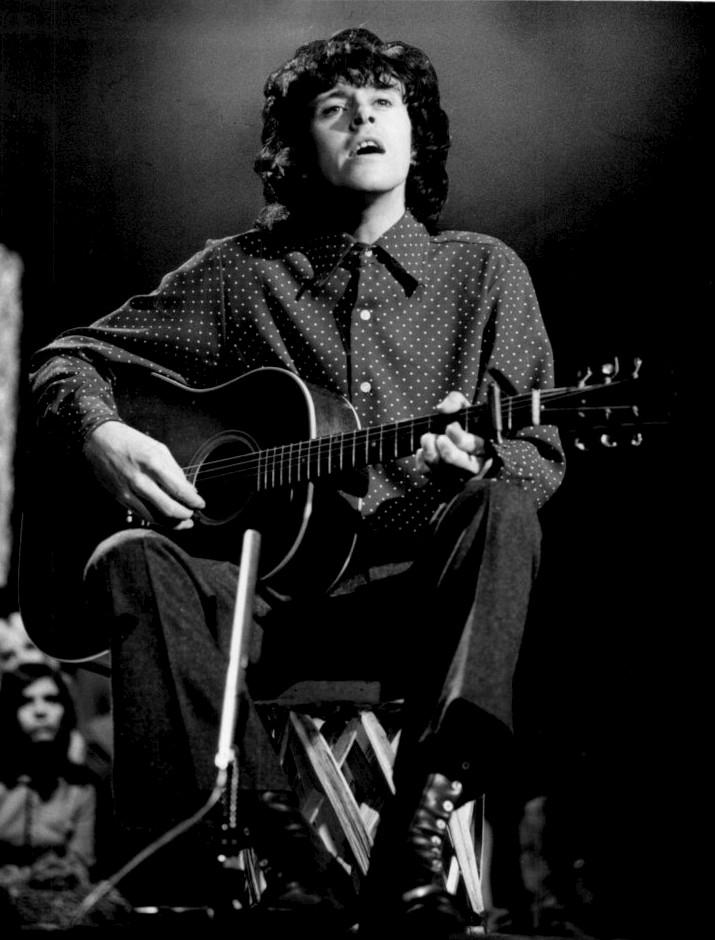
Donovan

## Persone
- Donovan, cantante e musicista britannico
- Donovan Bailey, atleta canadese
- Donovan Džavoronok, pallavolista ceco
- Donovan McNabb, giocatore di football americano statunitense
- Donovan Mitchell, cestista statunitense
- Donovan Ricketts, calciatore giamaicano
- Donovan Ruddick, wrestler statunitense
- Donovan Scott, attore statunitense
- Donovan Slijngard, calciatore olandese
- Donovan Smith, giocatore di football americano statunitense